# Grayenulla
Grayenulla je rod avstralskih pajkov skakačev, ki ga je prvič opisal Marek Michał Żabka leta 1992.
Rod je poimenovan po Michael R. Grayu.

## Vrste
Od junija 2019 vsebuje 7 vrst, ki jih najdemo le v Queensland, Novem Južnem Walesu v Zahodni Avstraliji:
- Grayenulla australensis Zabka, 1992 – Avstralija (Zahodna Avstralija)
- Grayenulla dejongi Zabka, 1992 (tipska vrsta) – Avstralija (Zahodna Avstralija)
- Grayenulla nova Zabka, 1992 – Avstralija (Zahodna Avstralija)
- Grayenulla spinimana Zabka & Gray, 2002 – Avstralija (Zahodna Avstralija)
- Grayenulla waldockae Zabka, 1992 – Avstralija (Zahodna Avstralija)
- Grayenulla wilganea Zabka & Gray, 2002 – Avstralija (Novi Južni Wales)
- Grayenulla wishartorum Zabka, 1992 – Avstralija (Queensland)